# Приняно Чиленто
Приня̀но Чилѐнто (на италиански: Prignano Cilento) е село и община в Южна Италия, провинция Салерно, регион Кампания. Разположено е на 415 m надморска височина. Населението на общината е 975 души (към 2010 г.).